# Präsidium des Obersten Sowjets
Das Präsidium des Obersten Sowjets der UdSSR war von 1938 bis 1990 das kollektive Staatsoberhaupt der Sowjetunion.

## Aufgabe
Das höchste Staatsorgan der UdSSR, der Oberste Sowjet, umfasste zwei gleichberechtigte Kammern, den Unionssowjet und den Nationalitätensowjet, die bei gleicher Sitzungsperiode im Fünfjahresrhythmus von den Bürgern der UdSSR gewählt wurden. Der Oberste Sowjet tagte zweimal im Jahr. Er wählte aus den eigenen Reihen 24 Mitglieder in das Präsidium des Obersten Sowjets, dem außerdem die Vorsitzenden der Obersten Sowjets der Unionsrepubliken von Amts wegen angehörten. Das Präsidium war das ständige legislative Organ der UdSSR. Es wählte den Rat der Volkskommissare (seit 1946 Ministerrat).
Wie zuvor der Vorsitzende des Zentralen Exekutivkomitees (1922–1938) nahm der Vorsitzende des Präsidiums des Obersten Sowjets die protokollarische Funktion des Staatsoberhauptes wahr. Die politische Macht der Vorsitzenden war begrenzt. Im Machtsystem der UdSSR standen die Generalsekretäre oder auch die Politbüromitglieder der KPdSU über den Präsidiumsvorsitzenden, soweit diese nicht eine dieser Funktionen auch wahrnahmen. Zwischen 1977 und 1985 und ab 1988 bestand eine Personalunion von Generalsekretär und Präsidiumsvorsitzenden.
Seit 1977 hatte das Präsidium 39 Mitglieder, die vom Obersten Sowjet meist einstimmig auf Vorschlag des Zentralkomitees der KPdSU gewählt wurden.
Verfahrensweise und Funktion des Präsidiums änderten sich erst  unter Gorbatschow nach der Konstituierung des Kongresses der Volksdeputierten im Mai 1989 und des 1990 eingeführten Präsidialsystems. Im März 1990 entstand der Präsidialrat der UdSSR, der Anfang 1991 vom Sicherheitsrat der UdSSR abgelöst wurde.

## Vorsitzende des Präsidiums des Obersten Sowjets
Vorsitzende des Präsidiums bzw. Obersten Sowjets (ab 1990) und zugleich Staatsoberhäupter der Sowjetunion (bis 1922 Sowjetrussland) mit nachfolgenden Bezeichnungen waren:

1922–1938: Vorsitzender des Zentralen Exekutivkomitees der Sowjets

1938–1989: Vorsitzender des Präsidiums des Obersten Sowjets

1989–1990: Vorsitzender des Obersten Sowjets

1990–1991: Ämter des Vorsitzenden des Obersten Sowjets und des Staatspräsidenten waren getrennt
- 1917–1917: Lew Borissowitsch Kamenew
- 1917–1919: Jakow Michailowitsch Swerdlow
- 1919–1946: Michail Iwanowitsch Kalinin
- 1946–1953: Nikolai Michailowitsch Schwernik
- 1953–1960: Kliment Jefremowitsch Woroschilow
- 1960–1964: Leonid Iljitsch Breschnew
- 1964–1965: Anastas Hovhannessi Mikojan
- 1965–1977: Nikolai Wiktorowitsch Podgorny
- 1977–1982: Leonid Iljitsch Breschnew (zugleich auch Parteichef der KPdSU)
- 1983–1984: Juri Wladimirowitsch Andropow (zugleich auch Parteichef der KPdSU)
- 1984–1985: Konstantin Ustinowitsch Tschernenko (zugleich auch Parteichef der KPdSU)
- 1985–1988: Andrei Andrejewitsch Gromyko
- 1988–1990: Michail Sergejewitsch Gorbatschow (zugleich auch Parteichef der KPdSU)
- 1990–1991: Anatoli Iwanowitsch Lukjanow

## Präsidialrat
Am 14. März 1990 wurde durch Gesetz der Präsidialrat gebildet, dessen Aufgabe darin bestand, Maßnahmen für die „Realisierung von Grundrichtungen der Innen- und Außenpolitik und der Sicherheit der UdSSR“ auszuarbeiten. Seine Mitglieder wurden durch den Präsidenten ernannt.
ab 23. März 1990
- Tschingis Aitmatow, kirgisischer Schriftsteller
- Wadim Bakatin, Innenminister
- Waleri Boldin, Stabschef des Präsidenten
- Alexander Jakowlew, Berater Gorbatschows, Politbüromitglied
- Weniamin Jarin, Mitbegründer der „Vereinigten Front der Werktätigen“
- Dmitri Jasow, Verteidigungsminister
- Albert Kauls, lettischer Kolchosvorsitzender
- Wladimir Krjutschkow, Vorsitzender des Geheimdienstes KGB, Politbüromitglied
- Juri Masljukow, Vorsitzender der Staatlichen Plankommission (Gosplan), Politbüromitglied
- Juri Osipjan, Physiker, Vizepräsident der Akademie der Wissenschaften
- Jewgeni Primakow, Vorsitzender des Unionssowjets des Obersten Sowjets, Berater Gorbatschows
- Walentin Rasputin, Schriftsteller
- Grigori Rewenko, Erster Sekretär des Kiewer Gebietskomitees der Kommunistischen Partei der Ukraine
- Nikolai Ryschkow, Vorsitzender des Ministerrates, Politbüromitglied
- Stanislaw Schatalin, Ökonom, Mitglied der Staatlichen Kommission für die Wirtschaftsreform
- Eduard Schewardnadse, Außenminister, Politbüromitglied

ab 17. Juli 1990
- Wadim Medwedew, Wirtschaftswissenschaftler, Politbüromitglied

ab 3. November 1990
- Nikolai Gubenko, Theaterregisseur, Minister für Kultur

Nachdem sich das Gremium als handlungsunfähig erwies, wurde es am 26. Dezember 1990 durch ein Gesetz wieder aufgelöst.